# Константинова-Шлезингер, Мария Александровна
Мари́я Алекса́ндровна Константи́нова (урождённая Шле́зингер; 1891—1987) — советский учёный, доктор химических наук, профессор.

## Биография
В 1922—1931 годы работала в Институте физики и биофизики Наркомздрава СССР.
В 1934—1964 годы старший научный сотрудник ФИАН имени П. Н. Лебедева.
Одновременно вела научно-педагогическую деятельность: до 1932 года преподавала на Московских высших женских курсах, в 1931—1935 годы — в Институте коневодства (профессор, зав. кафедрой), в 1941—1951 годы — в Московском фармацевтическом институте (профессор, зав. кафедрой неорганической химии).

## Публикации
Основные работы посвящены люминесцентному анализу в химии, химии кристаллофосфоров.
- Химия на службе у земледельца. — М.—Л., 1926.
- Строение материи и современные представления о природе хим. реакций. — М., 1927.
- Люминесцентный анализ. — М.; Л.: Изд-во АН СССР, 1948. — Т. 2. — 287 с.
- Химия ламповых гетеродесмических люминофоров. — М., 1970.
- Люминесцентный анализ [Текст] / под ред. М. А. Константиновой-Шлезингер. — М.: Физматлит, 1961. — 399 с. : рис., табл. — (Физика и техника спектрального анализа) (Б-ка инженера). — Библиогр. в конце глав. — 11 000 экз.

## Признание
- Сталинская премия второй степени (1951) — за разработку люминесцентных ламп.
- орден Ленина (1953).
- медали